# Pokémon Stadium 2
Pokémon Stadium 2 (ポケモンスタジアム: 金銀, Pokémon Sutajiamu: Kin Gin) é um jogo da série Pokémon para Nintendo 64. Contém os 251 Pokémon existentes até a época e tinha capacidade do uso do Mobile System na versão Japonesa com Pokémon Crystal. Era conectável com todos os RPGs originais de Pokémon para Game Boy, incluindo os jogos de Primeira Geração Pokémon Red, Blue & Yellow.

## Características
Assim como em Pokémon Stadium, Pokémon Stadium 2 não tinha uma história própria, mas havia modos de batalha, desafio aos Líderes de Ginásio de Johto, os Minigames e um modo de jogar os jogos no Nintendo 64. Além desses modos, havia outros, mas menos importantes que os modos principais. Basicamente, todos usavam o Transfer Pak com um jogo de Pokémon inserido.

## Desenvolvimento
O sucesso do Pokémon Stadium 2 do Japão, lançado internacionalmente como Pokémon Stadium, levou ao desenvolvimento de uma terceira versão. Com lançamento programado para o final de 2000, o jogo seria demonstrado publicamente no festival de 2000 Nintendo Space World. Em 20 de julho de 2000, o título do jogo foi alterado de  Pokemon Stadium 3  para Pokemon Stadium Gold / Silver. A Nintendo anunciou mais informações em 3 de outubro, incluindo as datas de lançamento japonês e torneios oficiais. Em 25 de outubro, a Nintendo definiu a data de lançamento do jogo na América do Norte para 26 de março de 2001.

## Recepção
Pokémon Stadium 2 recebeu críticas favoráveis dos críticos. Ao discutir a qualidade mista dos jogos de console  Pokémon , Retronauts descreveu-o como "excelente".

## Minigames
O que fez Stadium popular foram os minigames que era possíveis de se jogar. Em Stadium 2, também há Minigames, todos novos e incluindo Pokémon de Primeira e Segunda Geração. Alguns pokémon secretos podem ser utilizados nos minigames caso você os tenha nos cartuchos das serie principal e esteja conectado com o transfer pak, sendo eles pikachu, scizor, omanyte e girafarig.
- Gutsy Golbat: Um corrida de Golbats através de uma caverna, quem pegar mais corações vence.
- Topsy Turvy: Um campeonato de Hitmontops para ver quem gira mais.
- Furret's Frolic: Tipo de futebol envolvendo Furrets.
- Barrier Ball
- Pichu's Power Plant: Um jogo que envolve quatro pichus que tentão fazer o maior número de energia os trêz que não conseguem são eletrocutados.
- Streaming Stampede
- Tumbling Togepi: Parecido com aquele minigame dos Rattatas do primeiro Stadium.Desvie dos obstáculos e passe em cima das setas azuis.
- Delibird's Delivery: Controlando um Delibird, pegue os presentes e leve-os para as esteiras, mas cuidado com os Swinubs.
- Egg Emergency: Quatro Chanseys competem entre si para ver quem coleta mais ovos. Mas cuidado com os falsos!
- Eager Eevee: Tipo de jogo das cadeiras.Quando o Aipom levantar a caixa, seja rápido para pegar a fruta antes dos outros.

## Líderes de ginásio
Diferente dos jogos de RPG originais de Pokemon, os líderes de ginásios possuem alguns pokemons totalmente diferentes, podendo não ter nenhuma ligação com o tipo do ginásio, apenas para estragar a estratégia do jogador. Por exemplo, o quarto líder, Morty, que é do tipo fantasma, possuí um Sudowoodo, um Noctowl e um Girafarig. A sexta líder, Jasmine, estraga mesmo a estratégia do jogador, pois possuí um Mantine e um Corsola. Além disso, se você trouxer qualquer pokemon que tenha vantagem para esses pokemon, ela trocará por outro. Vale ressaltar que esses pokémon utilizados pelos lideres de ginásios fazem parte da localidade perto do ginásio ou tem alguma similaridade com o tipo, o Mantine e o corsola são encontrados na costa marítima da cidade da Jasmine e o Charizard do lance se assemelha ao tipo dragão.

## Musicas e temas de batalha.
As musicas utilizada em jogo como tema de batalha são remix dos vários temas de cidades, rotas e cavernas ao longo dos jogos da primeira e segunda geração de Pokémon para o game boy são elas Red, Blue, Green, Yellow, Gold, Silver e Crystal.